# Angelsberg
Angelsberg är en ort i Luxemburg.   Den ligger i distriktet Luxemburg, i den centrala delen av landet, 16 kilometer norr om huvudstaden Luxemburg. Angelsberg ligger 406 meter över havet och antalet invånare är 292.
Terrängen runt Angelsberg är platt åt nordost, men åt sydväst är den kuperad. Angelsberg ligger uppe på en höjd.  Runt Angelsberg är det ganska tätbefolkat, med 100 invånare per kvadratkilometer.. Närmaste större samhälle är Luxemburg, 16,2 kilometer söder om Angelsberg. 
I omgivningarna runt Angelsberg växer i huvudsak blandskog.